# سعید احمد سعید
سعید احمد سعید (انگلیسی: Said Ahmed Said؛ زادهٔ ۲۰ آوریل ۱۹۹۳) بازیکن فوتبال اهل ایتالیا است.
از باشگاه‌هایی که در آن بازی کرده‌است می‌توان به باشگاه فوتبال اینتر میلان، باشگاه فوتبال ریو آوه، باشگاه ورزشی اولیاننسه، باشگاه فوتبال هایدوک اسپلیت، باشگاه فوتبال مونتسا، باشگاه فوتبال لوکرن اوست والاندرن، و باشگاه فوتبال جنوآ اشاره کرد.
وی همچنین در تیم ملی فوتبال زیر ۱۹ سال ایتالیا بازی کرده‌است.